# كيث إيمرسون
كيث ناول ايمرسون (بالإنجليزية: Keith Noel Emerson)‏ ‏(مواليد 2 نوفمبر 1944 - 10 مارس 2016)، كان ملحن وكاتب غنائي وموسيقي وملحن إنجليزي بدأ مسيرته الفنية عام 1966. يُشتهر بعزفه على آلة الأورغ، وهو من مؤسسي فرقة «ايمرسون وليك وبالمر» سنة 1970 بالاشتراك مع جريج ليك وكارل بالمر. كما حقق ايمرسون نجاحاً بالعزف المنفرد على البيانو وموسيقى الأفلام السينمائية.

## وصلات خارجية
- الموقع الرسمي

- الموقع الرسمي
- كيث إيمرسون على موقع IMDb (الإنجليزية)
- كيث إيمرسون على موقع ميوزك برينز (الإنجليزية)
- كيث إيمرسون على موقع إن إن دي بي (الإنجليزية)
- كيث إيمرسون على موقع أول ميوزيك (الإنجليزية)
- كيث إيمرسون على موقع ديسكوغز (الإنجليزية)
- كيث إيمرسون على موقع قاعدة بيانات الفيلم (الإنجليزية)
- كيث إيمرسون على موقع ANN person (الإنجليزية)
- Official ELP website